# ارفع صوتك (فلم)
ارفع صوتك هو فيلم هندي درامي صدر يوم 11 يناير 2008. الفيلم من إخراج راجكومان سانتوشي وبطولة عدد من النجوم من بينهم أجاي ديفجان وفيديا بالان.

## روابط خارجية
- الموقع الرسمي
- مقالات تستعمل روابط فنية بلا صلة مع ويكي بيانات